# Кріве Ілля Валентинович
Кріве Ілля Валентинович (нар. 8 липня 1948, Москва — пом. 9 січня 2021, Харків) — радянський, український фізик-теоретик, доктор фізико-математичних наук, професор, лауреат Державної премії України в галузі науки і техніки, завідувач теоретичного відділу Фізико-технічного інституту низьких температур імені Б. І. Вєркіна НАН України (2016—2021).

## Біографія
Кріве Ілля Валентинович народився 8 липня 1948 у Москві. Після закінчення у 1972 фізико-технічного факультету Харківського державного університету, працював на факультеті молодшим, старшим (з 1977), провідним (з 1988) науковим співробітником. Кандидатську дисертацію на тему «Фазові переходи в польових моделях зі спонтанним порушенням симетрії» захистив у 1977.  Ступінь доктора фізико-математичних наук було присуджено у 1988. Тема докторської дисертації — «Теорія конденсатів у релятивістських моделях при екстремальних зовнішніх умовах». В 1992 перейшов на  роботу у Фізико-технічний інститут низьких температур імені Б. І. Вєркіна НАН України. Працював на посаді провідного наукового співробітника. З 2016 до останніх днів життя був завідувачем теоретичного відділу ФТІНТ. З 2006 — за сумісництвом професор кафедри теоретичної фізики фізичного факультету Харківського національного університету імені В. Н. Каразіна. Їм були прочитані курси лекцій у Міжнародному центрі теоретичної фізики ім. Абдуса Салама (Трієст, Італія), у Папському католицькому університеті (Puc-rio) у Ріо-де-Жанейро (Бразилія). Під керівництвом І. В. Кріве було захищено шість кандидатських дисертацій. Він був членом експертної ради Вищої атестаційної комісії України (2012—2017), куратором Харківського міського фізичного семінару, керівником і відповідальним виконавцем багатьох міжнародних проєктів, членом редколегії журналу «Фізика низьких температур». Ілля Валентинович Кріве пішов з життя 9 січня 2021 у Харкові.

## Наукова діяльність
І. В. Кріве зробив істотний вклад у різні області теоретичної фізики: фізику елементарних частинок і космологію, ядерну фізику, квантову теорію поля й фізику твердого тіла. Уперше пояснив роль важких ферміонів у властивостях вакууму в теорії електрослабких взаємодій (у співавторстві з А. Лінде). Передбачив «надпровідний» (hc/2e) період осциляцій Ааронова-Бома в системах Пайерлса-Фріоліха, ефект макроскопічного квантового тунелювання вектора Нееля для малих антиферомагнітних часток, зі співавторами побудував теорію квантових електромеханічних ефектів. Більшість теоретичних передбачень одержали експериментальне підтвердження. І. В. Кріве автор і співавтор більш ніж 200 наукових праць, серед яких 11 наукових оглядів, присвячених актуальним проблемам теоретичної фізики — суперсиметрії у квантовій механіці, дробового заряду у квантовій теорії поля й фізиці твердого тіла, електродинаміці провідників із хвилею зарядової щільності, фізичним властивостям вуглецевих нанотрубок і наностручків, резонансному тунелюванню електронів у квантових дотах.

## Вибрані публікації
1. I.V. Krive, A.D. Linde, On the vacuum stability in sigma model, Nuclear Physics B, v.117, p. 265 (1976).
2. L.É. Gendenshteĭn, I.V. Krive, Supersymmetry in quantum mechanics, Physics-Uspekhi, v.28, p. 645 (1985).
3. I.V. Krive, A.S. Rozhavskiĭ, Fractional charge in quantum field theory and solid-state physics, Soviet Physics Uspekhi, v.30, p. 370 (1987).
4. I.V. Krive, O.B. Zaslavsky, Macroscopic quantum tunnelling in antiferromagnets, J.Phys.: Cond.Matt., v.2, p. 9457 (1990).
5. E.N. Bogachek, I.V. Krive, I.O. Kulik, A.S. Rozhavsky, Instanton Aharonov-Bohm effect and macroscopic quantum coherence in charge-density-wave systems, Phys.Rev.B v.42, p. 7614 (1990).
6. I.V. Krive, S.A. Naftulin, Dynamical symmetry breaking and phase transitions in a three-dimensional Gross-Neveu model in a strong magnetic field, Phys.Rev.D, v.46, p. 2737 (1992).
7. I.V. Krive, A.M. Kadigrobov, R.I. Shekhter, M. Jonson, Influence of the Rashba effect on the Josephson current through a superconductor/Luttinger liquid/superconductor tunnel junction, Phys.Rev.B, v.71, p. 214516 (2005).
8. I.V. Krive, R.I. Shekhter, M. Jonson, Carbon «peapods»— a new tunable nanoscale graphitic structure, Low Temperature Physics, v.32, p. 887 (2006).
9. I.V. Krive, L.Y. Gorelik, R.I. Shekhter, M. Jonson, Chiral symmetry breaking and the Josephson current in a ballistic superconductor–quantum wire–superconductor junction, Low Temperature Physics, v.30, p. 398.
10. P. Utko, R. Ferone, I.V. Krive, R.I. Shekhter, M. Jonson, M. Monthioux, L. Noé, Nanoelectromechanical coupling in fullerene peapods probed by resonant electrical transport experiments, Nature Communications, v.1, p. 37 (2010).
11. A.V. Parafilo, I.V. Krive, R.I. Shekhter, Y.W. Park, M. Jonson, Polaronic effects and thermally enhanced weak superconductivity, Phys.Rev.B, v.89, p. 115138 (2014).
12. S.I. Kulinich, L.Y. Gorelik, A.N. Kalinenko, I.V. Krive, R.I. Shekhter, Y.W. Park, M. Jonson, Single-electron shuttle based on electron spin, Phys.Rev.Lett. v.112, p. 117206 (2014).
13. O.A. Ilinskaya, S.I. Kulinich, I.V. Krive, R.I. Shekhter, Y.W. Park, M. Jonson, Shuttling of spin polarized electrons in molecular transistors, Synthetic Metals, v.216, p. 83 (2016).
14. O.A. Ilinskaya, S.I. Kulinich, I.V. Krive, R.I. Shekhter, H.C. Park, M. Jonson, Mechanically induced thermal breakdown in magnetic shuttle structures, New Journal of Physics, v.20, p. 063036 (2018).

## Нагороди
Державна премія України у галузі науки і техніки (2006). Премія імені Петра Фоміна Інституту теоретичної фізики ім. М. М. Боголюбова (2020). Відзнаки Академії наук України. Почесна грамота Харківської обласної державної адміністрації. [Архівовано 31 грудня 2021 у Wayback Machine.]